# 商用客机座椅

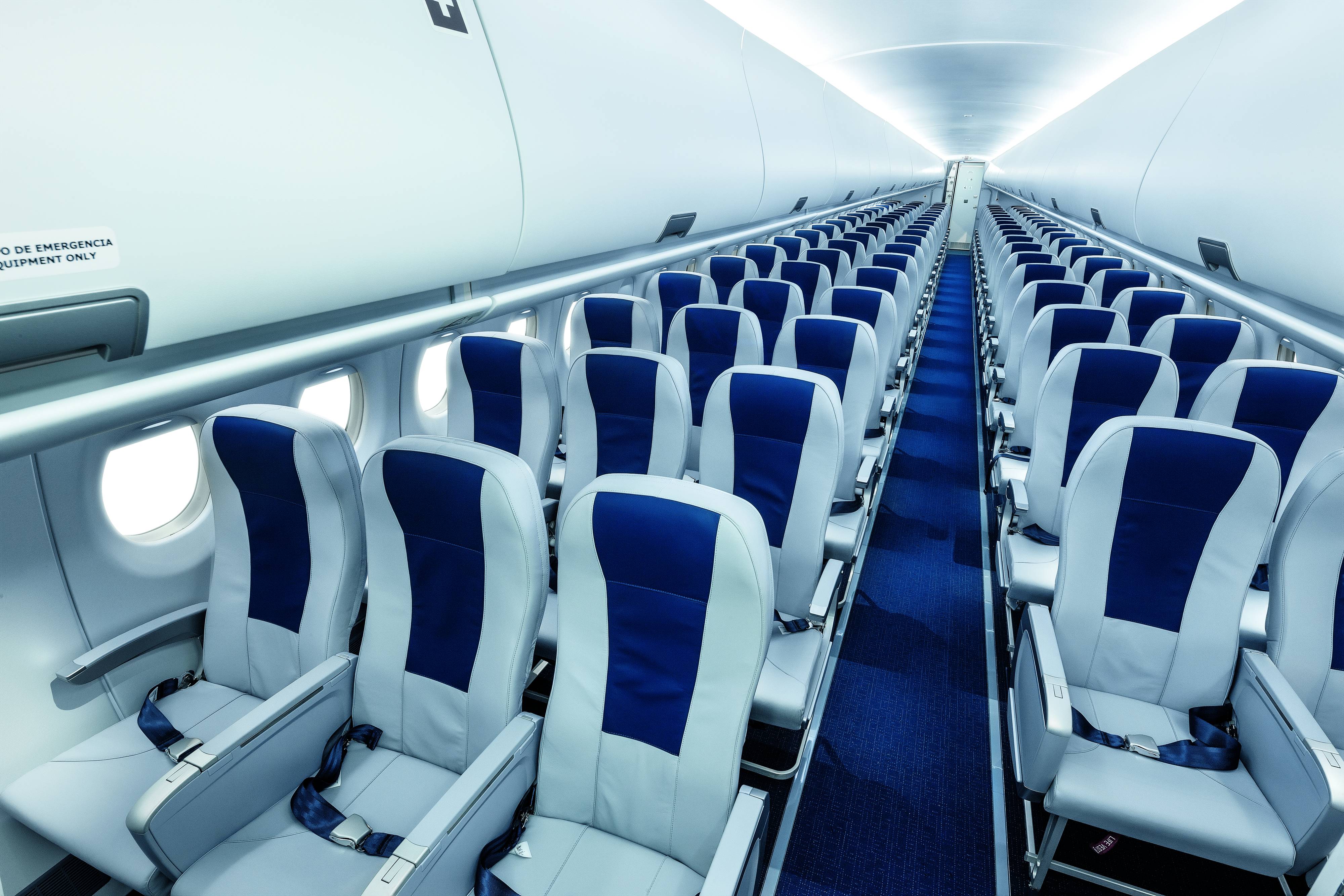
苏霍伊超级喷气机100 上的座椅

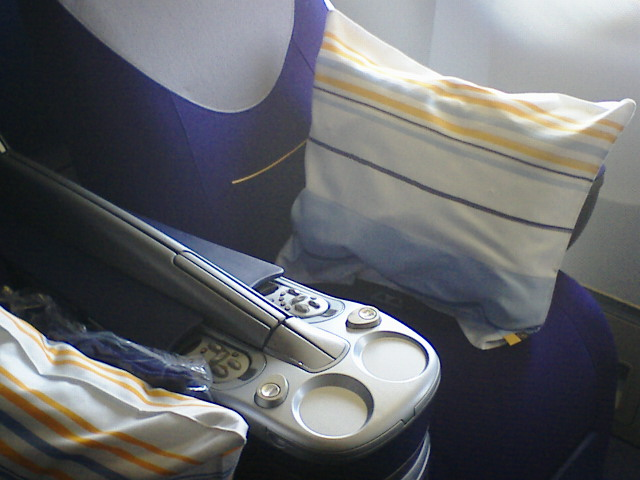
汉莎航空公司的 波音747-400 的商务舱座椅

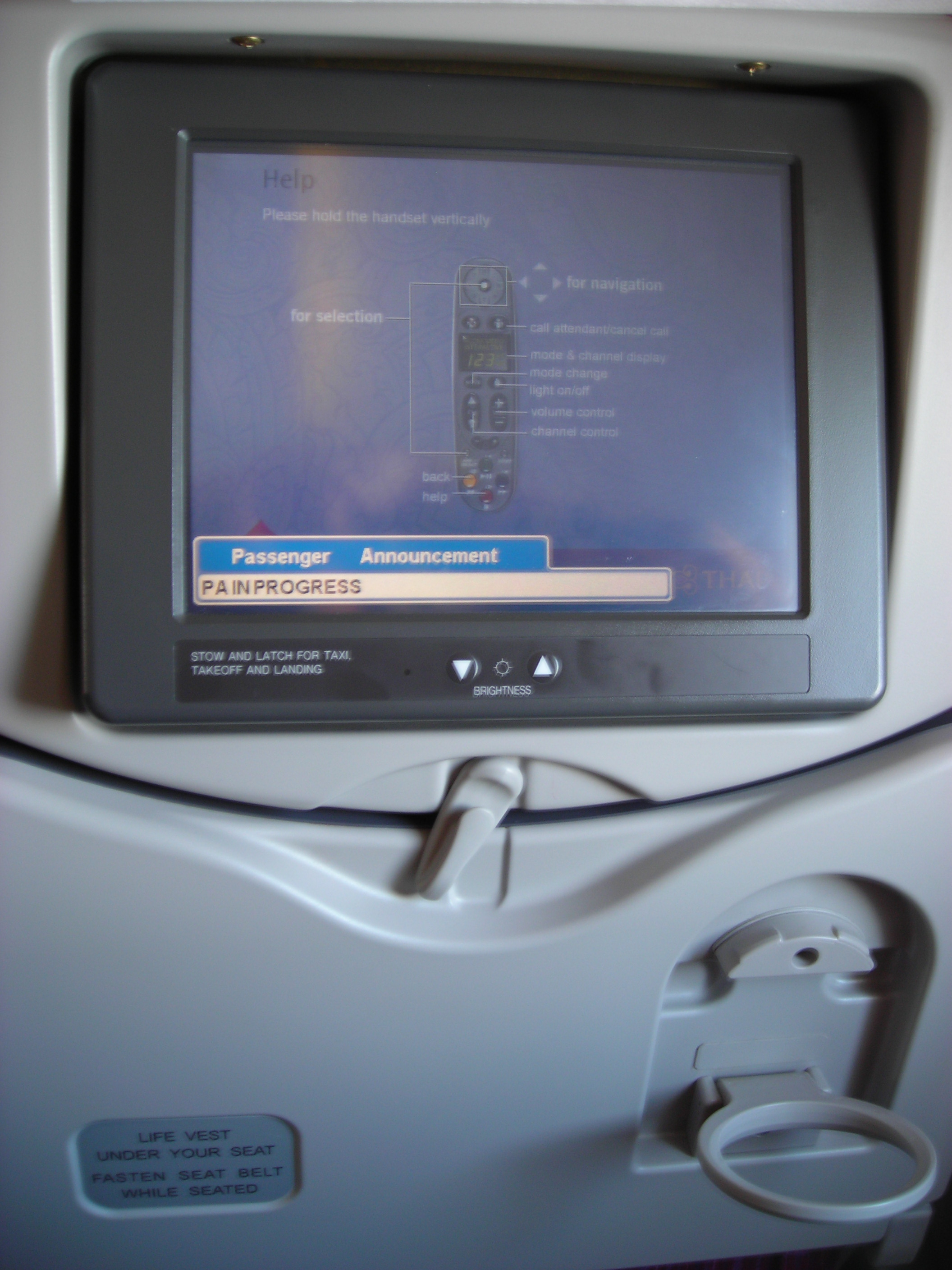
泰国航空公司一架A340客机座椅上的机上娱乐系统

商用客机座椅是供乘客们在航空旅行时坐的。这种座位通常整齐排列在机身中。座位的布局图通常被称为座位图。

## 功能和设施
在早期的的飞机上，座椅往往是一般的家用扶手椅，但这种座椅对于飞行来说是一个安全隐患，因为它们往往没有被固定。现在的飞机座椅是被固定在地板上的。然而，航空公司通常需要要灵活地移动座位或移除它们，所以座椅的下方往往安装有导轨。如果航空公司想要重新配置座位布局，这仅仅是小菜一碟。
为了乘客的安全，飞机座椅配有安全带，每个座位上方的“系好安全带”的标志用于警示或提醒乘客保持安全带系好。一般在机长会在滑行，起飞和降落或遇到颠簸时打开这个信标。